# Yuhualixqui
Yuhualixqui es un volcán monogenético perteneciente a la sierra de Santa Catarina, en la Ciudad de México. Se encuentra en las alcaldías Iztapalapa y Tláhuac. Está asociado históricamente al pueblo originario de San Lorenzo Tezonco.
Tiene una altura de 2420 m s. n. m. Es un volcán extinto, ahora denominado cerro, ubicado en el pueblo de San Lorenzo Tezonco, específicamente en lo que es nombrado las Lomas de San Lorenzo. Es uno de los volcanes más sobreexplotados y deteriorados de la Sierra de Santa Catarina, hace aproximadamente 35 años fue adquirido por una compañía privada que lo compró al entonces Departamento del Distrito Federal para realizar extractivismo minero. Sin embargo, lleva alrededor de 60 años siendo explotado de una manera impresionante de 100 camiones de volteo diarios, lo cual ha provocado que reduzca su estructura hasta en un 60%. Esto ha provocado indignación en los residentes de Tezonco por lo cual se han hecho numerosas manifestaciones y marchas pidiendo dejar de extraer recursos de esta eminencia topográfica.
Sufrió serios daños durante el sismo del 19 de septiembre de 2017. El Yuhualixqui también es llamado "cerro de arena" debido a su aspecto ya que está repleto de arena.

## Toponimia
El volcán Yuhualixqui es también llamado "volcán Yuhualixqui", "volcán Yohualiuhqui", "volcán Yehualiuhcan", "volcán Yehualichan", "volcán Teualki", "volcán Tehualqui", "montaña Alvarado" o "volcán San Nicolás"; su nombre significa "ensombrecedor" (yohualixqui, del náhuatl yohualli o yuhualli noche, oscuridad, y el sufijo agente -ixqui) y también “ensombrecido” (yohualiuhqui, del náhuatl yohualli o yuhualli noche, oscuridad, y el sufijo -iuhqui, que actúa de marcador pasivo con los verbos pasivos, y como agente con los verbos activos, por lo que podría traducirse nuevamente como “ensombrecedor”; todo ello relacionado con el verbo yohuilia o yuhuilia, que significa tanto esperar hasta la noche como dar sombra) y “lugar donde se da sombra” (en náhuatl yohualiuhcan). “Tehualqui” parece ser deformación de tehualiuhqui, del verbo hualyohua (ser de noche), por lo que nuevamente se interpretaría como “ensombrecedor”. Algunos lo traducen “lugar redondo” basándose en la palabra yahualtic (redondo).[cita requerida]